# Oskar Fiala
Oskar Fiala (11. května 1860 Praha-Nové Město – 10. března 1918 Bubeneč) byl český malíř a grafik, tvůrce ex libris.

## Život
Oskar Fiala se narodil v rodině úředníka Františka Fialy a jeho manželky Augusty Julie, rozené Weisseové. Byl žákem prof. Jakuba Husníka, který vyučoval na reálném gymnáziu v Praze od. r. 1876.
Dle Prokopa Tomana „žák Julia Mařáka“. Informace o absolvování krajinářské speciálky Julia Mařáka na pražské Akademii není jednoznačně potvrzena. Almanach Akademie výtvarných umění v Praze jeho jméno mezi absolventy neuvádí. Rovněž není uveden mezi 43 žáky J. Mařáka v katalogu výstavy Julius Mařák a jeho žáci (Národní galerie v Praze, 1999). Dle J. Orta (2018) studoval ve speciálce J. Mařáka v r. 1897. Absolvoval studijní cestu do Francie.
Celoživotně vyučoval kreslení na různých stupních školské soustavy. Již v letech 1882–1883 vyučoval na obecní škole v Líšnici. Následně učil na pokračovací škole na Zbraslavi, kam se odstěhoval v r. 1895.. Rovněž vyučoval kreslení na c. k. průmyslové škole na Smíchově. Od roku 1910 působil jako ředitel školy na chlapecké měšťance v Bubenči. Patřil mezi zakladatele Svazu osvětového (1906-1925), kde působil jako jednatel výtvarné sekce. V roce 1911 mu vychází učebnice Kreslení ve škole obecné. Později v roce 1919 (již posmrtně) společně s V. Drbohlavem a J. Kyselou je spoluautorem učebnice kreslení pro školy obecné s názvem Kreslení na škole národní.
Patřil mezi zakládající členy  Jednoty umělců výtvarných, se kterou dlouhodobě vystavoval (od r. 1898). Psal odborné články do časopisu Dílo (např. "Dílu Mikuláše Aleše"). Zpočátku (minimálně od r. 1894) však rovněž vystavoval s Uměleckou besedou. Výstav Krasoumné jednoty se účastnil pravidelně od r. 1894 a v roce 1908 vystavoval větší počet obrazů i na její jubilejní výstavě v Rudolfinu (Na Olšavě, Západ, Řečiště Sázavy u Kamenného Újezda, Kazín nad Berounkou, Mlýn v Brodku u Jílového). „Dle Průvodce obrazárnou v Domě umělců: Rudolfinum v Praze“ měl v roce 1913 ve stálé expozici akvarel Valašský dvůr.

### Rodina
Dne 16. srpna 1892 se v Praze u sv. Štěpána oženil s Annou Zelenou (1870—??), rozenou v Požarevaci v Srbsku. Manželé Fialovi měli dceru Miladu (1895—??) provdanou Boullardovou, která pracovala na vyslanectví v Paříži.

## Dílo

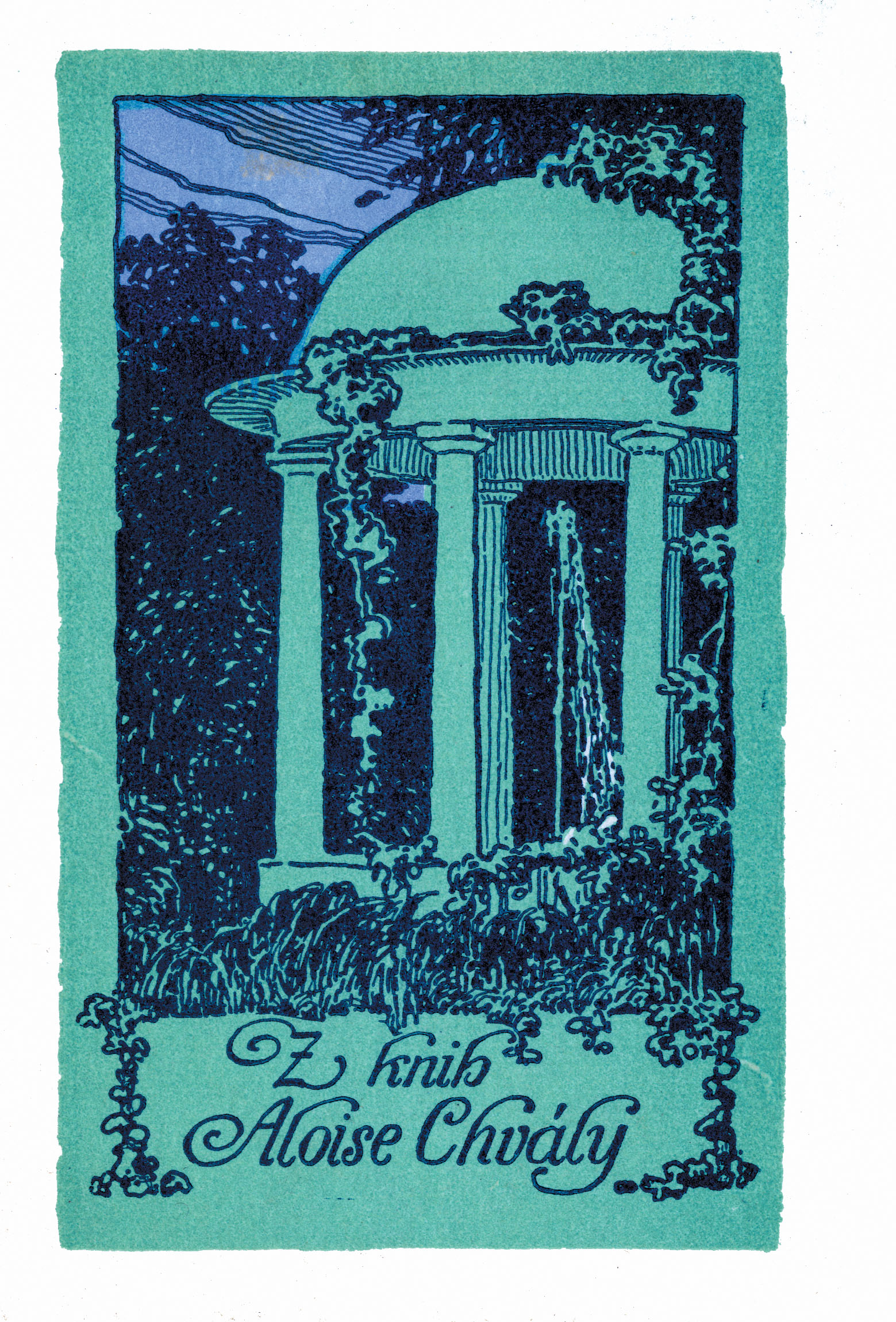
Oskar Fiala: Ex libris Alois Chvála

Oskar Fiala byl ve své době znám především jako akvarelista, grafik a kreslíř. Jeho umělecké záznamy v těchto technikách byly často reprodukovány ve Zlaté Praze od r. 1895 (např. Zima, Starý hrad, Vesnický motiv z Táborska, Cesta a Dvorek u Fuchsů), Světozoru od r. 1893 (např. Vyschlý potok, Mlýn v Borku u Jílového, Starobylý kostelík v Holubicích, Skalní partie u Černolic, Samota Mandát u Davle a Nad říčkou Kamenicí u Egenthalu) a v Díle (např. Na Olšavě, Podolí, Drhovle, Krašovice a Křešice).
Studium u prof. J. Mařáka, či úzký kontakt s jeho žáky, naznačuje rané dílo Makové pole (1896, repr. Kodl a Zachař, 2007) s typickou prostorovou kompozicí ležícího pozorovatele a navozující pocit chladného a tichého letního rána. V duchu žáků Mařáka jsou malovány i další obrazy menšího formátu Cesta k domkům, Říční břeh a Rozkvetlá loučka, které byly zaznamenány na domácím aukčním trhu.
Okolo roku 1900 je pro jeho tvorbu charakteristická výrazná secesní stylizace. Opakovaně navštívil Slovácko a Valašsko. V roce 1909 maloval na Valašsku společně s přáteli z Jednoty umělců výtvarných s Otou Bubeníčkem a Františkem Cínou Jelínkem. Z této malířské cesty je známá jejich společná fotografie (Český svět, 29. 10. 1909). Několik jeho děl zakoupilo c. a k. ministerstvo kultu a vyučování (akvarel Valašský dvůr).
Je autorem litografického plakátu okresní výstavy na Zbraslavi a prémie Jednoty umělců výtvarných nazvaná Vesnický kostelík a Cesta na Olšavě. 
Ilustroval (okolo 60 kreseb) knihu Františka Hansla Smíchovsko a Zbraslavsko, která byla publikována v r. 1899. Dále pak ilustroval knihu Dívčí svět (kolektiv autorů) vydanou v r. 1900. Po roce 1901 se zabýval tvorbou ex libris, ve které dosáhl vynikající úrovně. Jednota umělců výtvarných v r. 1915 vydala větší soubor jeho ex libris se značným prodejním úspěchem (48 knižních značek v zinkografii s předmluvou A. Dolenského). V r. 1910 je autorem členské prémie JUV - litografie Vesnický kostelík. Velké soubory jeho drobné grafiky mají ve svých sbírkách Galerie výtvarného umění v Ostravě a Památník národního písemnictví.

### Zastoupení ve sbírkách
- Moravská galerie v Brně
- Galerie výtvarného umění v Ostravě
- Muzeum umění Olomouc
- Památník národního písemnictví

## Galerie

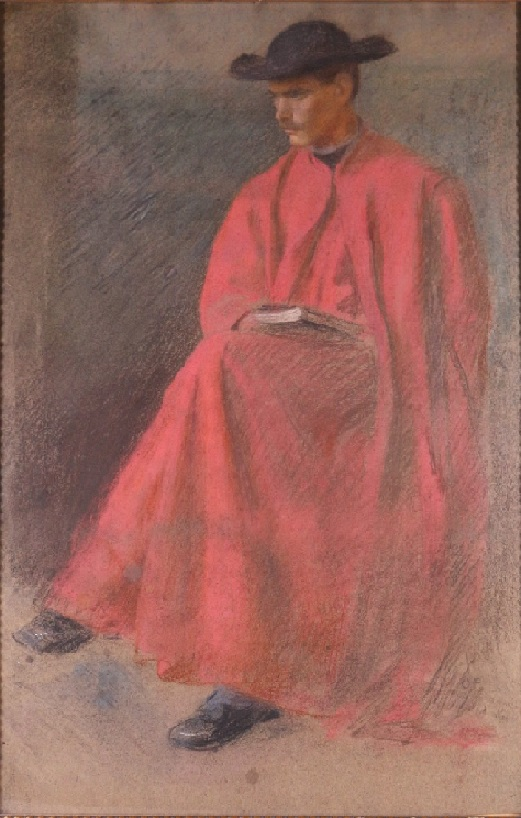
Oskar Fiala Hodnostář (pastel)
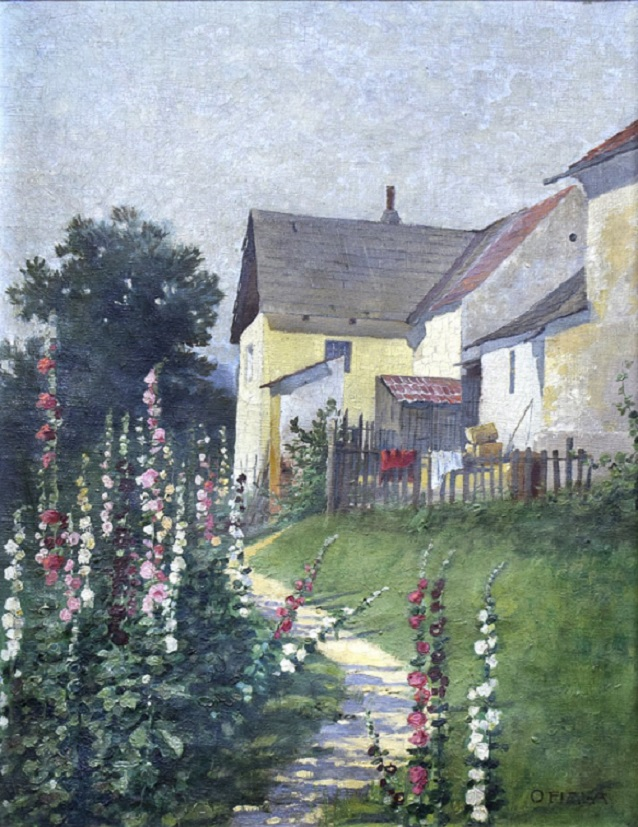
Oskar Fiala Cesta k domkům
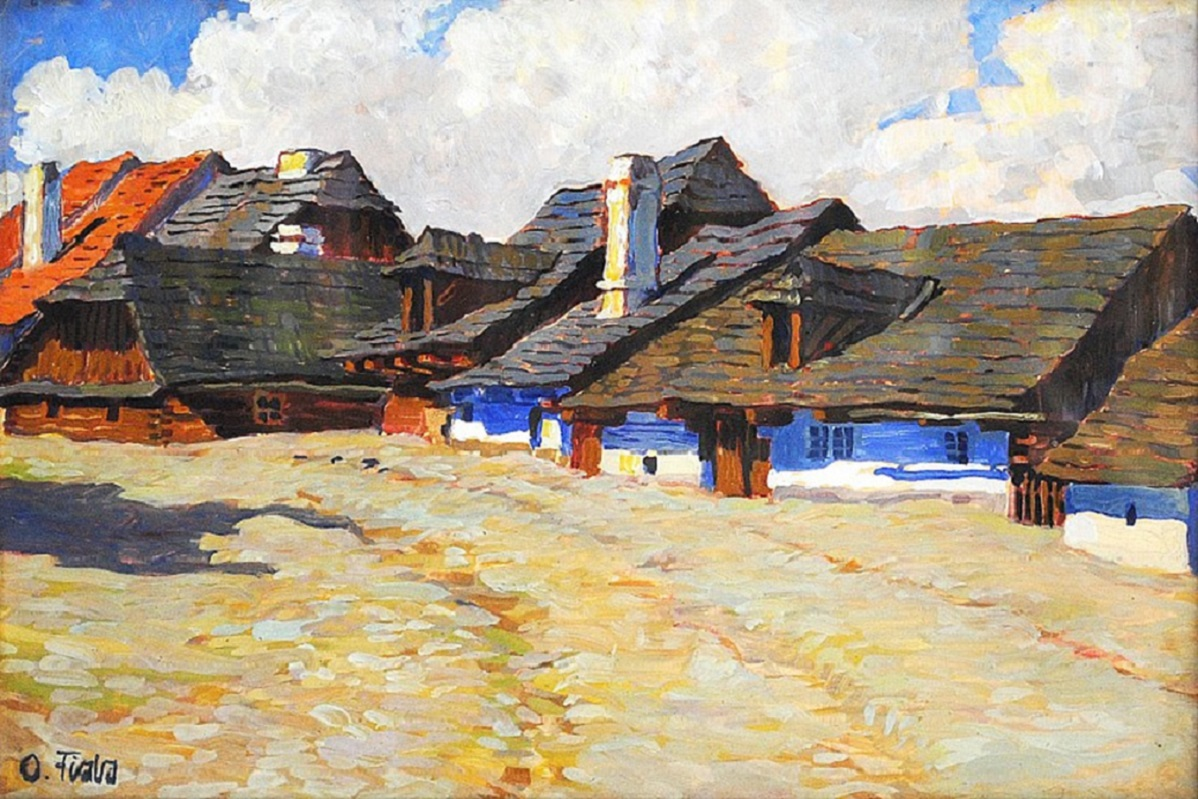
Oskar Fiala Chalupy
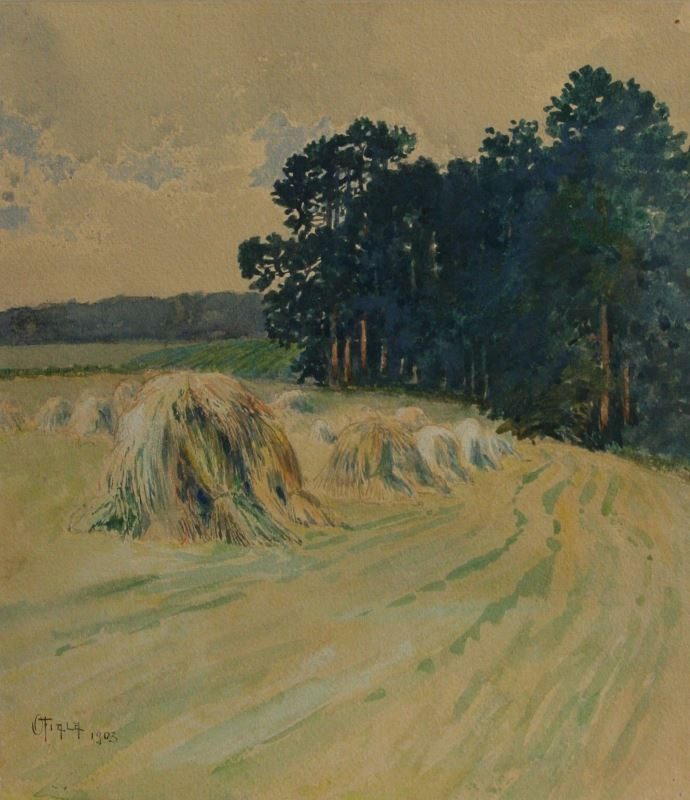
Oskar Fiala Žně (akvarel, 1903)
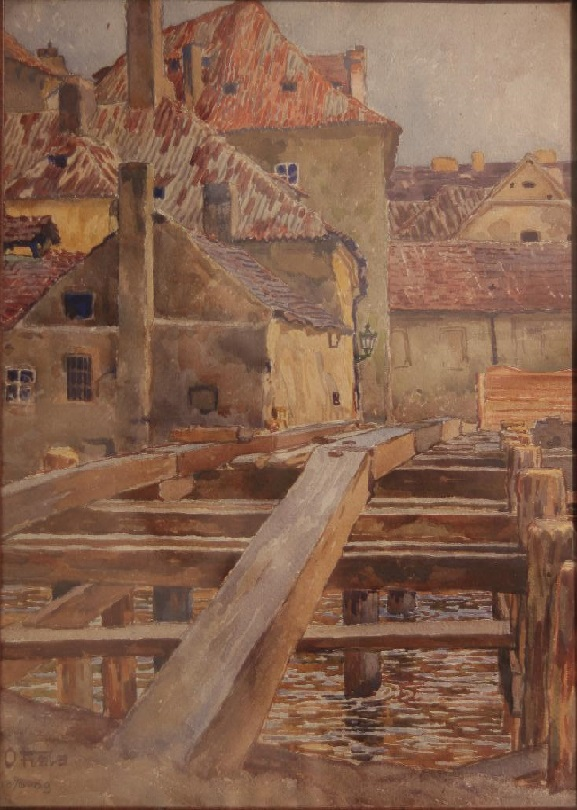
Oskar Fiala Zbraslav (akvarel, 1909)
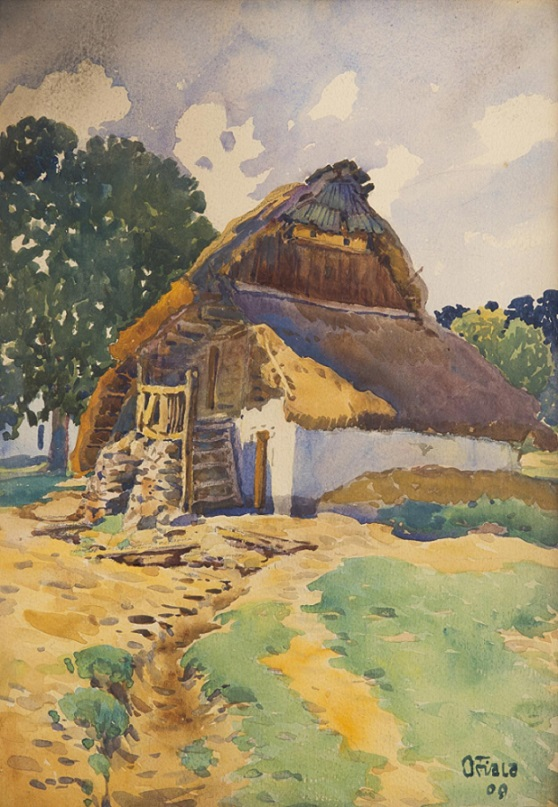
Oskar Fiala Vesnický motiv (akvarel, 1909)
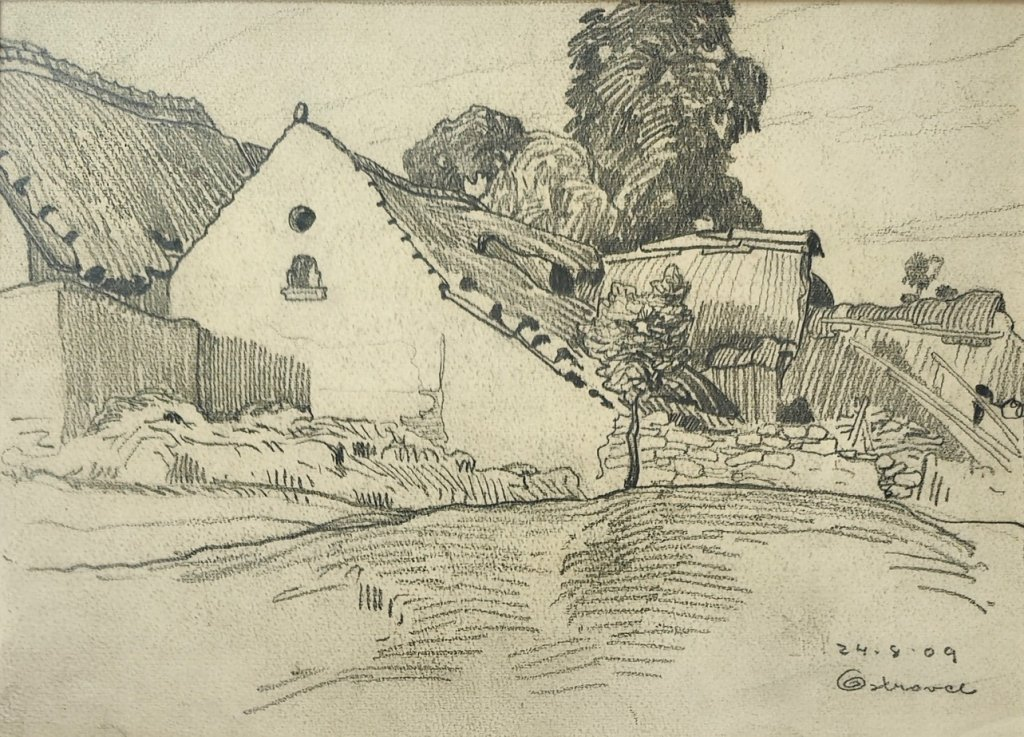
Oskar Fiala Ostrovec (kresba, 1909)
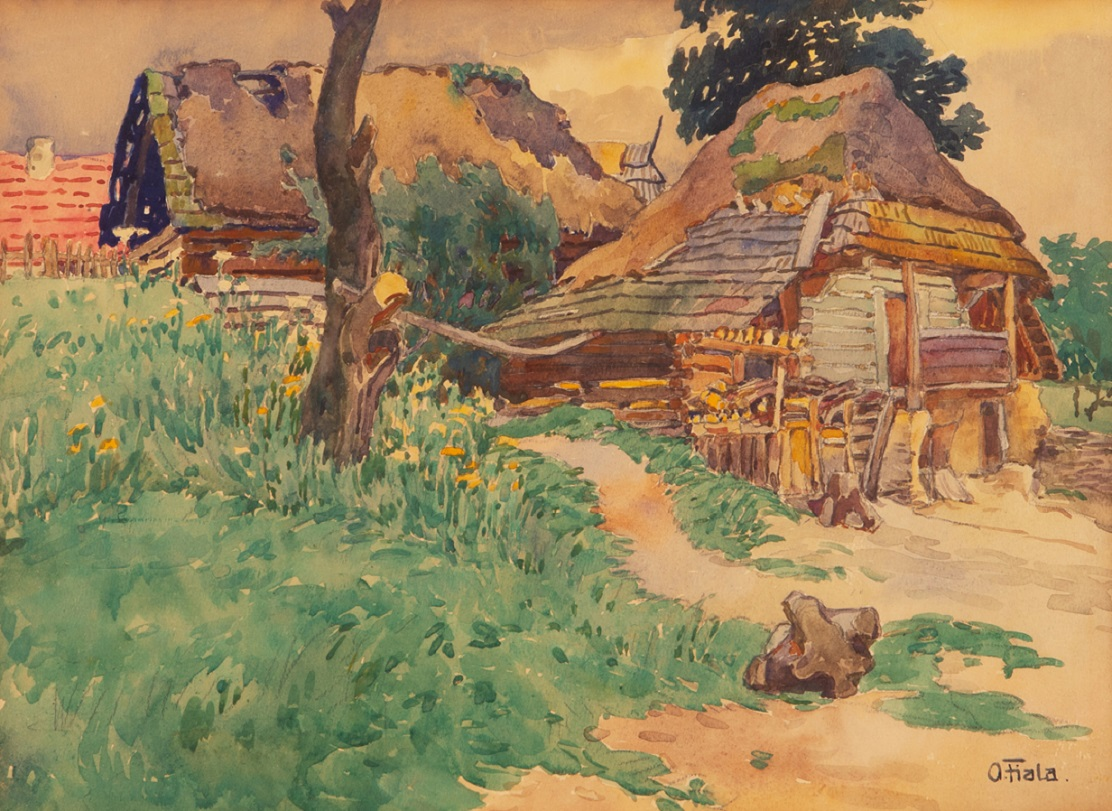
Oskar Fiala Za humny (akvarel)
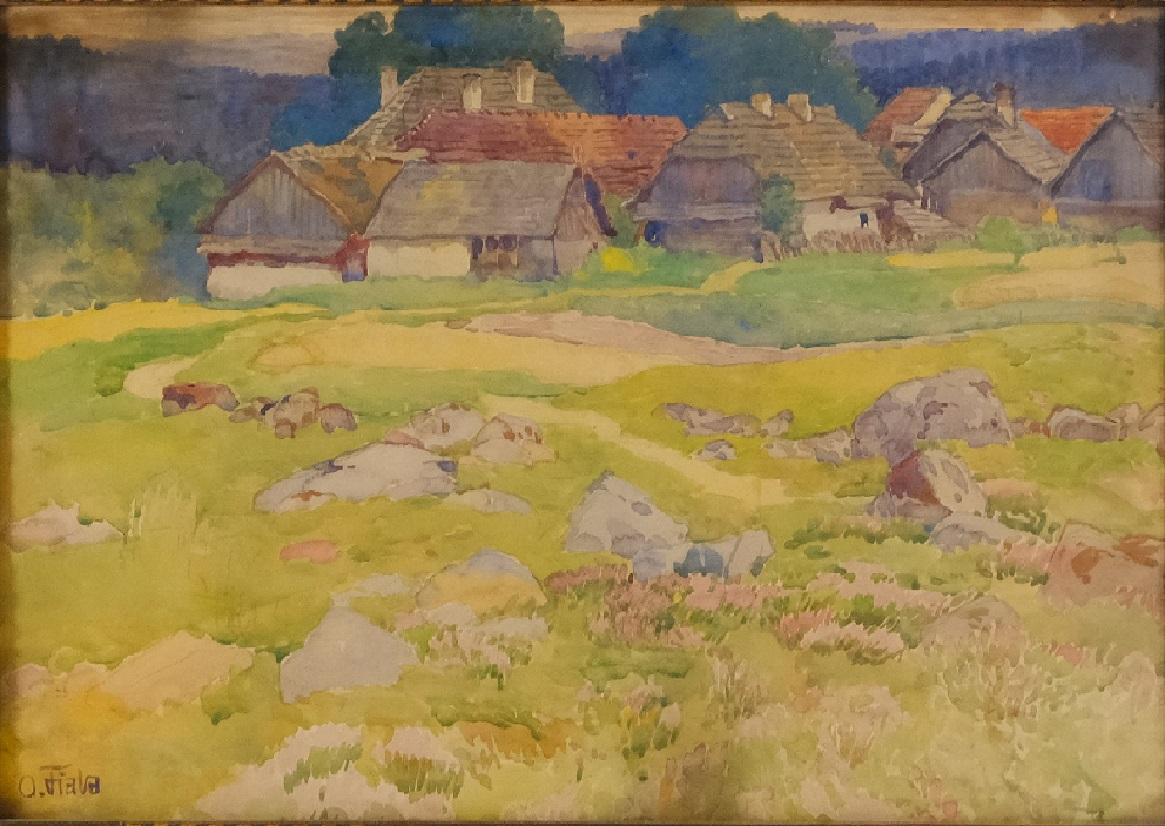
Oskar Fiala Vesnička u lesa (akvarel)
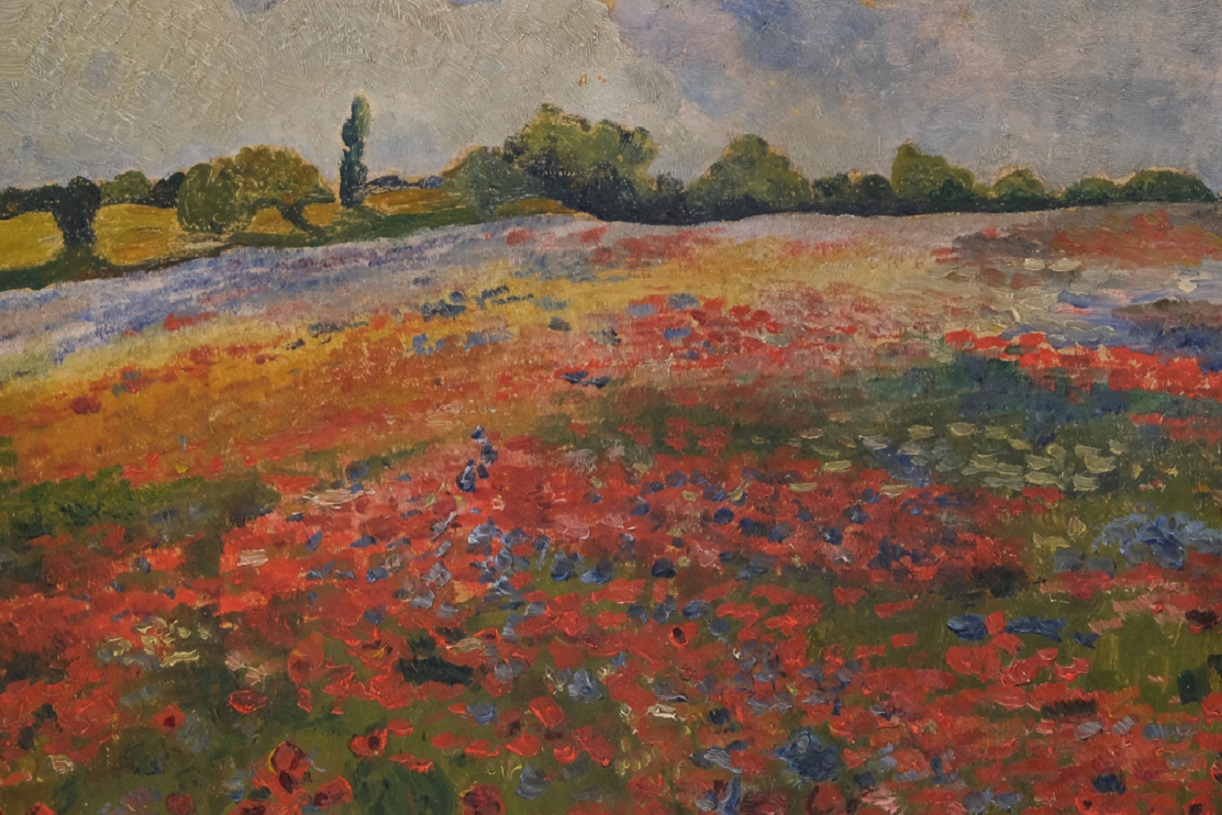
Oskar Fiala Rozkvetlá louka
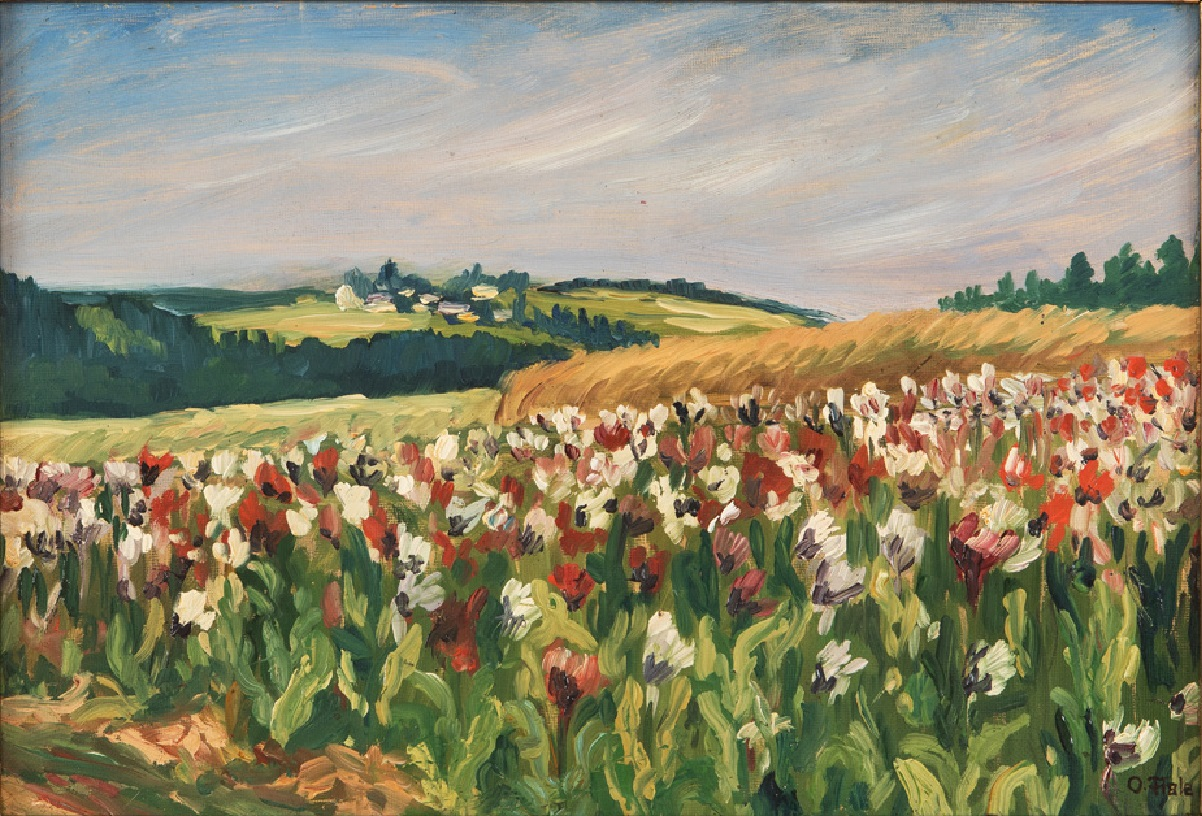
Oskar Fiala Makové pole
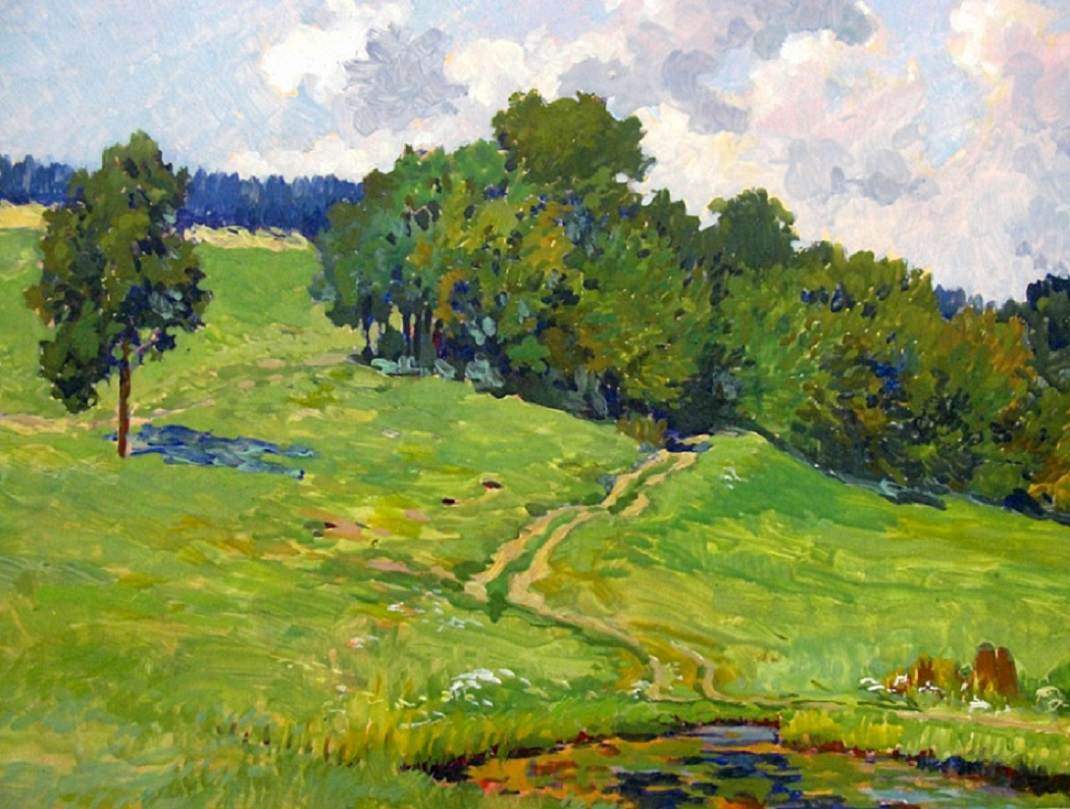
Oskar Fiala U Vsetína
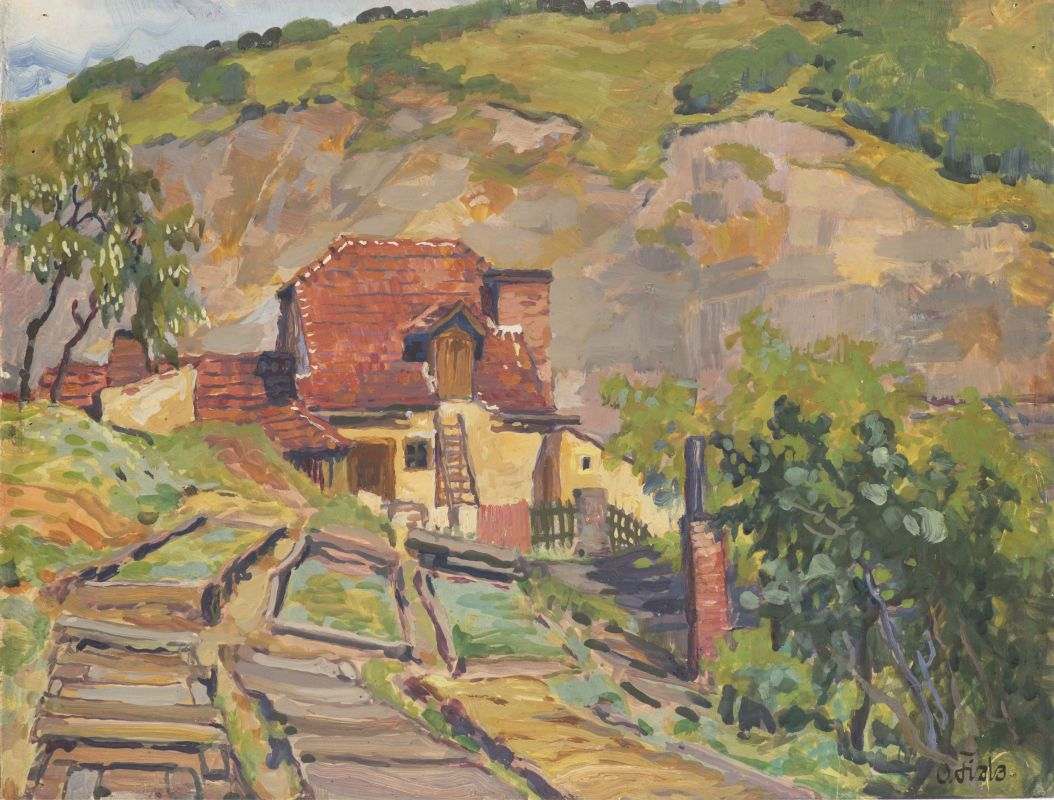
Oskar Fiala Horská chalupa
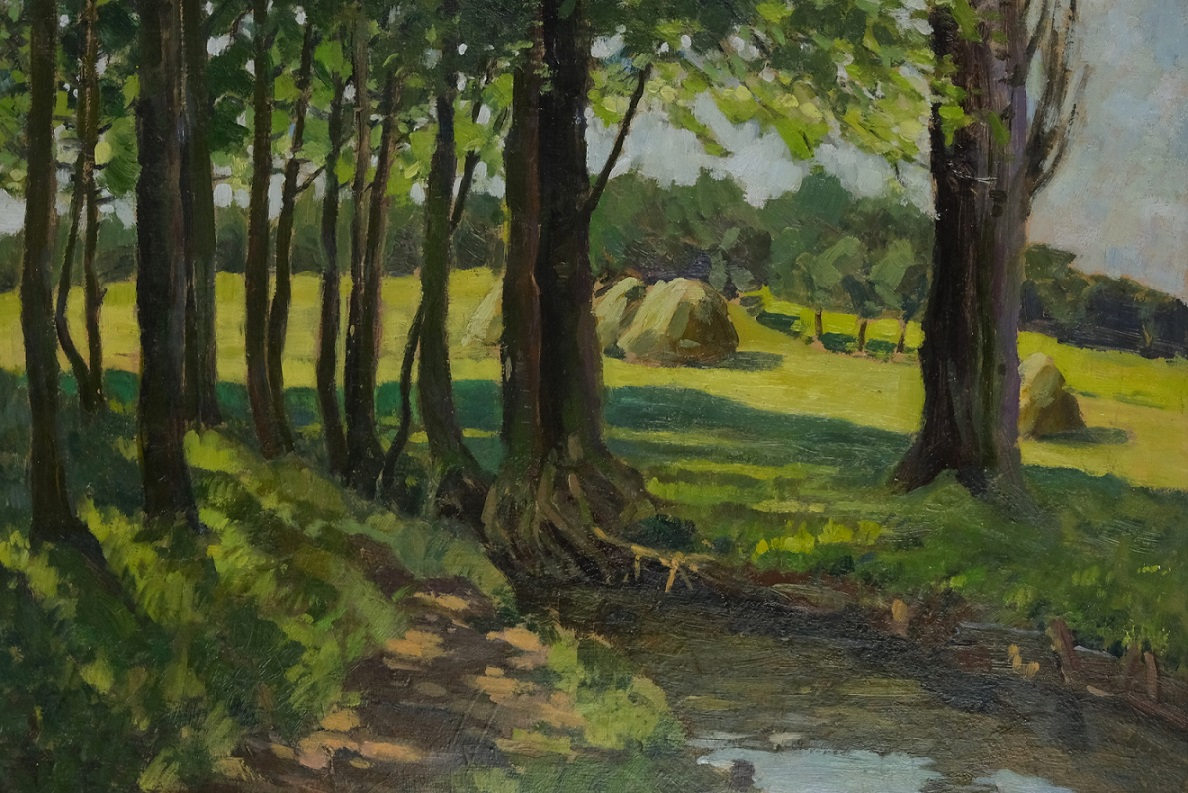
Oskar Fiala Potok na kraji lesa (1916)
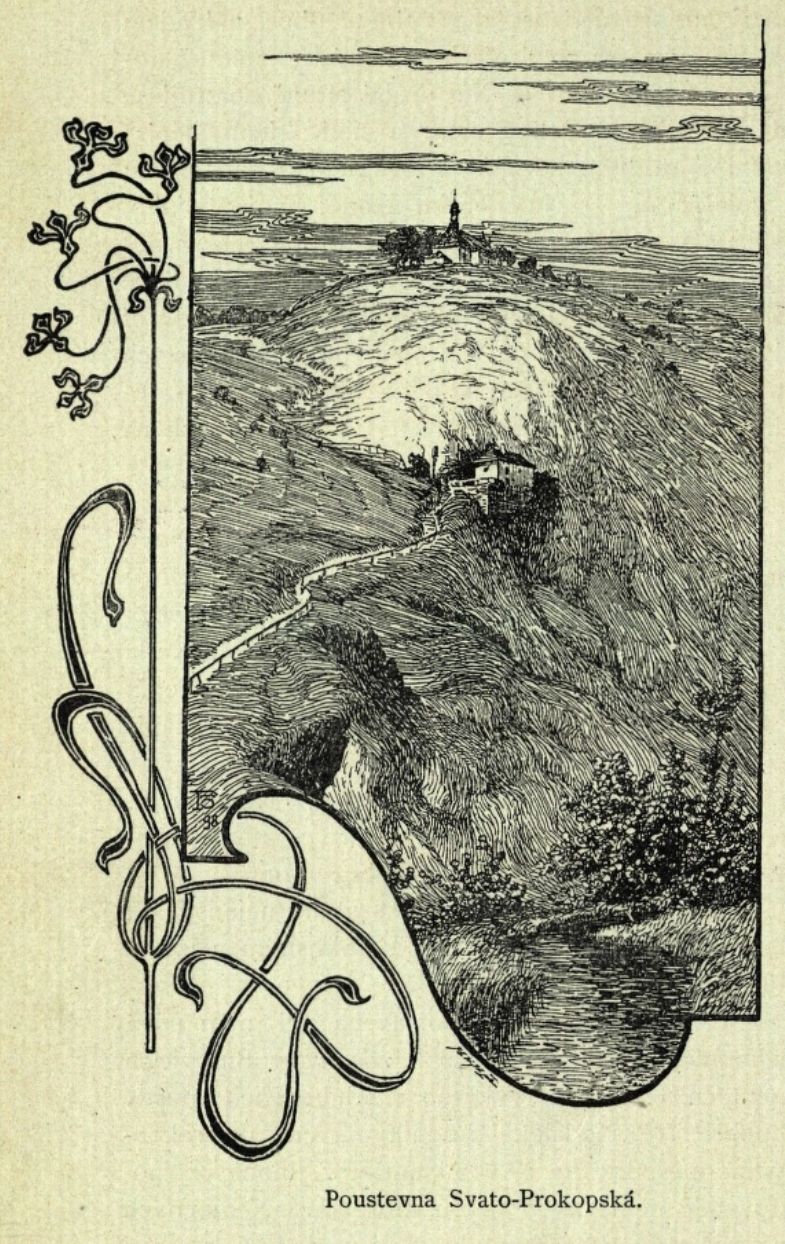
Oskar Fiala Poustevna Svatoprokopska
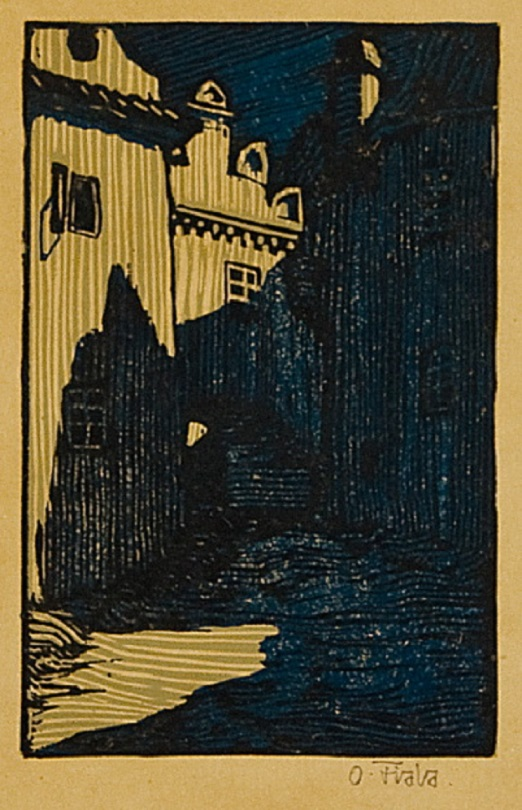
Oskar Fiala Jasná noc
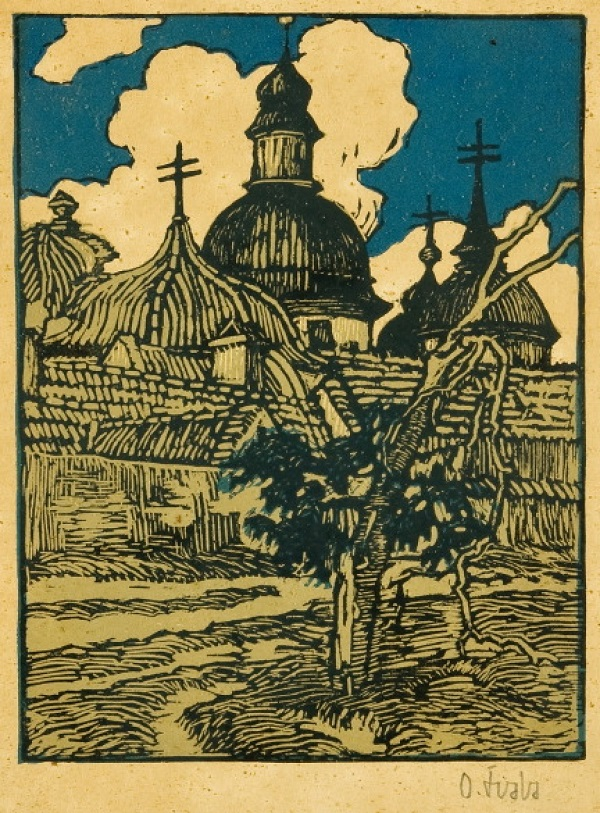
Oskar Fiala Pravoslavný chrám
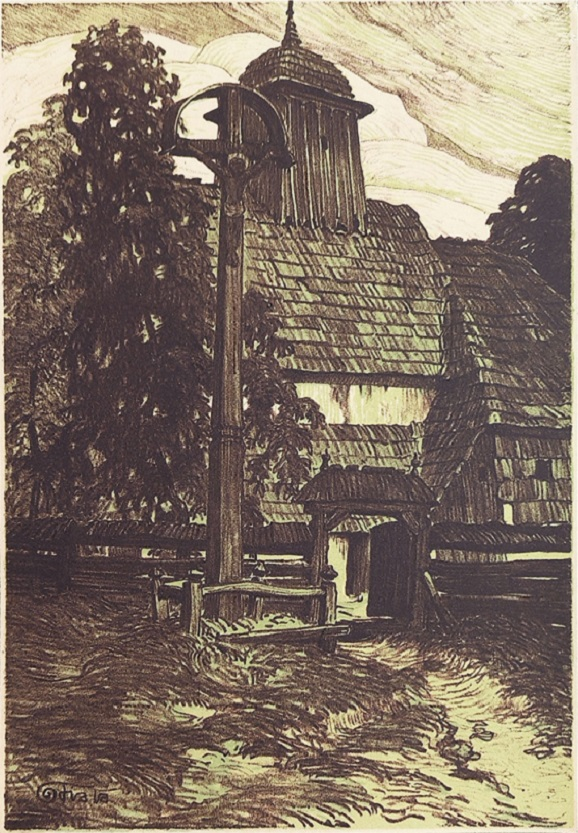
Oskar Fiala Před kostelem (1910)